# Viktor Trstenský
Viktor Trstenský (28. března 1908, Trstená - 7. prosince 2006, Trstená) byl slovenský římskokatolický katolický kněz, papežský prelát, spisovatel a politický vězeň.
Po maturitě na místním gymnáziu vstoupil do kněžského semináře v Spišské kapitule. Za kněze ho 29. června 1931 vysvětil spišský biskup Mons. Ján Vojtaššák.
V duchovní správě byl dvaadvacet let. Jako kaplan působil v Levoči, Oravském Veselém, Rudňanoch a Staré Ľubovni. Na čtyřech místech působil jako farář: v Levoči, Reľově, v Dolním Kubíně a ve Staré Ľubovni. Během kněžské činnosti byl i vojenský duchovní, školní inspektor.
Veřejně vystupoval proti komunistickému režimu a nebojácně bránil práva věřících katolíků.
Komunistickým režimem byl proto nespravedlivě pronásledován, odsouzen, vězněn a trýzněn na více místech tehdejšího Československa:
v Žilině, Ilavě, Hronci, Novákách, Trenčíně, Močenku-Sládečkovciach, Leopoldově, Handlovských a Jáchymovských dolech, na dole Svatopluk, v Ruzyni, Pezinku, Plzni, Rokycanech, Zvolenu, Banské Bystrici, Olomouci, Pankráci a Mírově. Věznění trvalo 7 let a 4 měsíce.
Diohromady přežil čtyřiadvacet let v různých věznicích a táborech.
Dne 4. ledna 1994 ho za celoživotní zásluhy pro dobro církve a společnosti papež Jan Pavel II. ocenil titulem papežský prelát.
Roku 2000 mu prezident Slovenské republiky Rudolf Schuster udělil vysoké státní vyznamenání Pribinův kříž I. třídy.
Během svého kněžského života osmatřicet let neměl státní souhlas a nemohl veřejně působit jako kněz. Pracoval jako lesní dělník a skladník. Často ho perzekvovala a vyslýchala Státní bezpečnost.
Napsal mnohé knihy, které vyjadřují jeho zápas za víru, náboženskou svobodu, důstojnost člověka.
Je autorem životopisu spišského biskupa Jána Vojtaššáka, který vyšel v zahraničí pod názvem Ján Vojtaššák -mučedník církve a národa a v rozšířeném druhém vydání na Slovensku pod titulem Síla víry, síla pravdy. Z jeho bohaté korespondence s církevními a státními představiteli a archivních dokumentů jsou sestaveny knihy Nemohl jsem mlčet a Nemůžu mlčet.

## Dílo
- Síla víry, síla pravdy, 1990, Senefeld-R, ISBN 80-85222-00-0, podtitul: Život a dílo najdôstijnejšieho otce biskupa Jána Vojtaššáka, mučedníka církve a národa
- Nemohl jsem mlčet, 1994, Nové město, ISBN 80-85487-24-1, podtitul: Výběr z dokumentů a korespondence Mons. Viktora Trstenský (1948-1975) [1]
- Nemůžu mlčet, 1995, Nové město,
- Fragment z velkých svědectví o živé víře, 1999, Studio F, ISBN 80-967550-7-2,
- Méně stesky, více modliteb a boje za pravdu, 1999, Studio F,
- Další bolestné výlevy duše toužící po pravdě a spravedlnosti, 2001, Michal Vaško, ISBN 80-7165-291-1,